# Mariakapel (Maxet)
De Mariakapel is een kapel in Heythuysen in de Nederlandse gemeente Leudal. De kapel staat aan de Leveroyseweg in buurtschap Maxet ten westen van het dorp.
De kapel is gewijd aan de heilige Maria.

## Gebouw
De bakstenen kapel is een niskapel opgetrokken op een rechthoekig plattegrond en gedekt door een verzonken zadeldak met pannen. De frontgevel en achtergevel zijn een puntgevel met op de top van de frontgevel een smeedijzeren kruis.
In de frontgevel bevindt zich de rechthoekige nis die wordt afgesloten met een smeedijzeren sierhek met een soort vierpas. Achter het sierhek is plexiglas aangebracht. In de nis staat een slank Mariabeeldje en beeld de heilige af uitstijgend uit een lelie (symbool voor maagdelijkheid) in een biddende positie met aar handen samengevouwen.